# Jim Mullen (Rennfahrer)

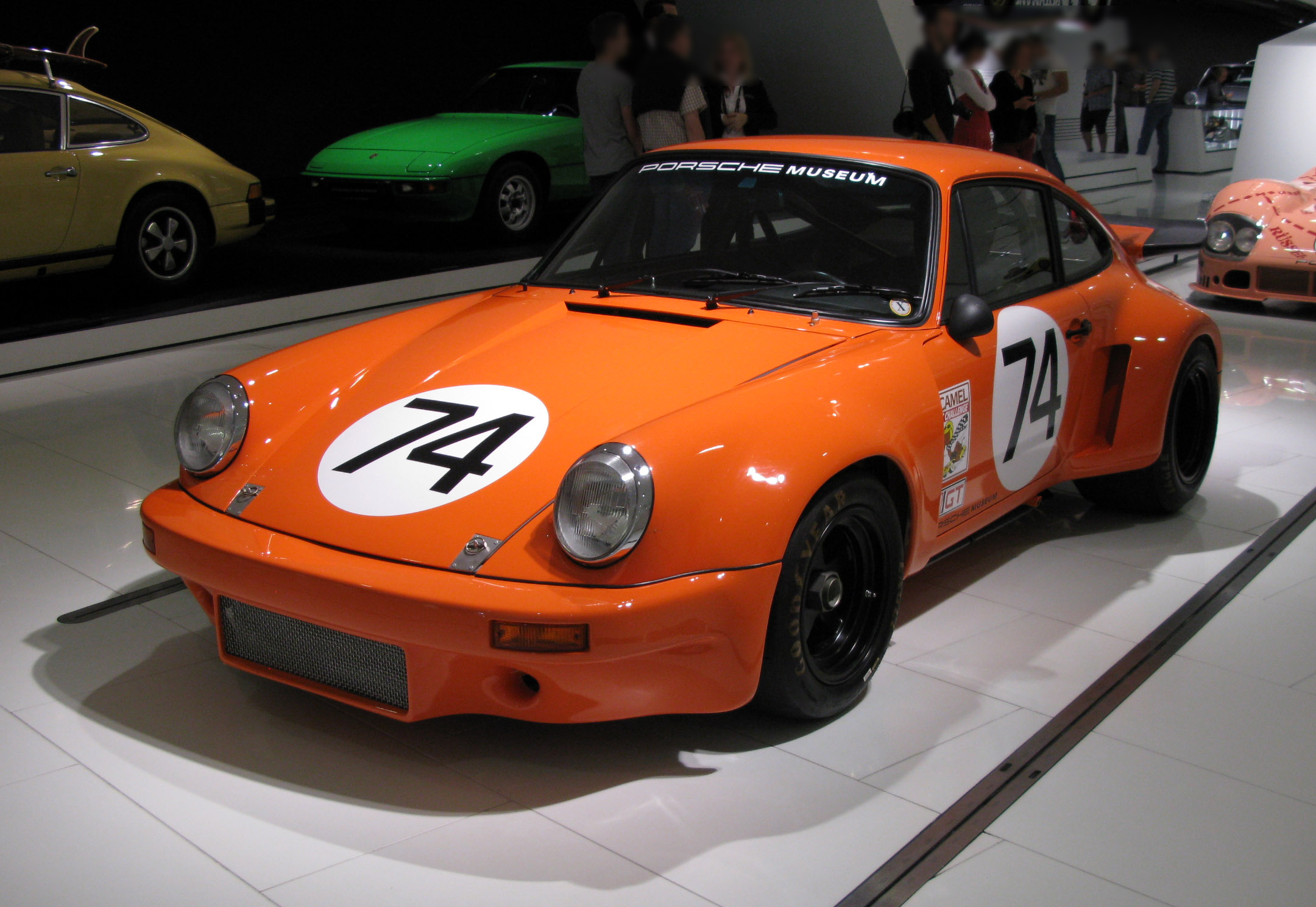
Auf einem Porsche 934 gewann Jim Mullen das 12-Stunden-Rennen von Sebring 1983

James Xavier „Jim“ Mullen (* 28. Mai 1940 in Clinton) ist ein ehemaliger US-amerikanischer Autorennfahrer.

## Karriere als Rennfahrer
Jim Mullen war in den 1980er-Jahren im Sportwagensport aktiv. Er fuhr in der IMSA-GTP-Serie und in der Sportwagen-Weltmeisterschaft. 1982 beendete der GTU-Klasse der IMSA mit dem siebten Rang im Jahresklassement. Sein größter Erfolg bei einem Einzelrennen war der Gesamtsieg beim 12-Stunden-Rennen von Sebring 1983, den er gemeinsam mit Kees Nierop und Wayne Baker im Porsche 934 einfuhr. 1984 startete er beim 24-Stunden-Rennen von Le Mans und beendete das Rennen an der 13. Stelle der Gesamtwertung.

## Statistik

### Le-Mans-Ergebnisse
| Jahr | Team                | Fahrzeug     | Teamkollege | Teamkollege | Platzierung | Ausfallgrund |
| ---- | ------------------- | ------------ | ----------- | ----------- | ----------- | ------------ |
| 1984 | McCormack and Dodge | Rondeau M482 | Alain Ferté | Walt Bohren | Rang 13     |              |

### Sebring-Ergebnisse
| Jahr | Team                  | Fahrzeug               | Teamkollege        | Teamkollege  | Platzierung | Ausfallgrund |
| ---- | --------------------- | ---------------------- | ------------------ | ------------ | ----------- | ------------ |
| 1980 | Fassler-Mullen Racing | Porsche Carrera        | Craig Siebert      | Paul Fassler | Ausfall     | Defekt       |
| 1981 | Loud Car Racing       | Mazda RX-7             | Michael Zimicki    |              | Ausfall     | Motorschaden |
| 1982 | Trinity Racing        | Mazda RX-7             | Jim Cook           |              | Ausfall     | Aufhängung   |
| 1983 | Personalized Autohaus | Porsche 934            | Kees Nierop        | Wayne Baker  | Gesamtsieg  |              |
| 1984 | Hino Truck            | Porsche 935 K3         | Tom Blackaller     | Wayne Baker  | Rang 4      |              |
| 1985 | Bob Akin Motor Racing | Porsche 962            | Hans-Joachim Stuck | Bob Akin     | Ausfall     | Aufhängung   |
| 1986 | Lee Racing            | Chevrolet Corvette GTP | Carson Baird       | Lew Price    | Ausfall     | Wagenbrand   |

### Einzelergebnisse in der Sportwagen-Weltmeisterschaft
| Saison | Team                                 | Rennwagen                  | 1   | 2   | 3   | 4   | 5   | 6   | 7   | 8   | 9   | 10  | 11  | 12  | 13  | 14  | 15  | 16  |
| ------ | ------------------------------------ | -------------------------- | --- | --- | --- | --- | --- | --- | --- | --- | --- | --- | --- | --- | --- | --- | --- | --- |
| 1980   | Fassler-Mullen Racing Trinity Racing | Porsche Carrera Mazda RX-7 | DAY | BRH | SEB | MUG | MON | RIV | SIL | NÜR | LEM | DAY | WAT | SPA | MOS | ROA | VAL | DIJ |
| 1980   | Fassler-Mullen Racing Trinity Racing | Porsche Carrera Mazda RX-7 |     |     | DNF |     |     | DNF |     |     |     |     |     |     |     | DNF |     |     |
| 1981   | Kent Racing Loud Car Racing          | Mazda RX-7                 | DAY | SEB | MUG | MON | RIV | SIL | NÜR | LEM | PER | DAY | WAT | SPA | MOS | ROA | BRH |     |
| 1981   | Kent Racing Loud Car Racing          | Mazda RX-7                 | 10  | DNF |     |     | 20  |     |     |     |     |     | DNF |     |     |     |     |     |
| 1984   | McCormack and Dodge                  | Rondeau M482               | MON | SIL | LEM | NÜR | BRH | MOS | SPA | IMO | FUJ | KYA | SAN |     |     |     |     |     |
| 1984   | McCormack and Dodge                  | Rondeau M482               | 13  |     |     |     |     |     |     |     |     |     |     |     |     |     |     |     |